# Malesherbia arequipensis
Malesherbia arequipensis är en passionsblomsväxtart som beskrevs av Mario Héctor Ricardi Salinas. Malesherbia arequipensis ingår i släktet Malesherbia och familjen passionsblomsväxter. Inga underarter finns listade i Catalogue of Life.